# Mario Farci
Mario Farci (* 9. května 1967 Quartu Sant'Elena) je italský římskokatolický duchovní a biskup Iglesias.

## Život
Narodil se 9. května 1967 v Quartu Sant'Elena.
Vstoupil do arcibiskupského kněžského semináře a po dokončení teologických studií byl 7. prosince 1991 vysvěcen na kněze pro arcidiecézi Cagliari. Stal se farním vikářem u Svatého Kříže v Cagliari. Roku 1996 byl jmenován spirituálem semináře. Zastával funkci vedoucího diecézního úřadu pro trvalé jáhny a úřadu pro ekumenismus a dialog.
Přednášel na Vyšším institutu náboženských studií a Papežské teologické fakultě Sardínie, kde byl roku 2022 jmenován prezidentem.
Dne 30. listopadu 2024 jej papež František jmenoval biskupem Iglesias. Biskupské svěcení přijal 9. února 2025 z rukou arcibiskupa Giuseppe Baturiho a spolusvětiteli byli kardinál Arrigo Miglio, arcibiskup Giuseppe Mani a biskup Giovanni Paolo Zedda.